# 鳴海城
鳴海城（なるみじょう）は、愛知県名古屋市緑区鳴海町にあった日本の城。別名「根古屋城（ねごやじょう）」。

## 概要
室町時代の応永年間に足利義満の配下であった安原宗範によって築かれた。その際にこの地にあった成海神社は北の乙子山に移された。宗範の死後、廃城になったといわれる。
戦国時代の天文年間には尾張国の織田信秀の支配下にあり、配下である山口教継が駿河国の今川義元に備えるべく城主を務めていた。しかし信秀が没すると、息子の信長を見限った教継は今川氏に城ごと寝返った。その後、教継は息子の山口教吉に鳴海城を任せる。天文22年（1553年）、信長は800の兵をもって鳴海を攻めるが落とすことができなかった。やがて教継父子は義元により切腹に追い込まれた（これは信長の計略によるともいわれている）。結果的にいつ寝返るかわからない外様の山口氏から今川家譜代の岡部元信に城主が変更され今川家直轄の重要拠点になった。これに対抗すべく、信長は永禄2年（1559年）ごろに鳴海城の周囲に丹下砦、善照寺砦、中嶋砦を築いた。
永禄3年（1560年）に桶狭間の戦いが起こり、今川軍はまず大高城に付けられた織田方拠点の各砦の排除を敢行し、残りの鳴海城に付けられた三砦の排除を残すのみとなり作戦は順調かにみえたが、作戦総司令部である義元本陣が織田本隊の強襲により総大将義元が討ち取られ総崩れとなってしまった、しかしあくまで本隊が敗北したのみであったので、砦排除のため待機中であった鳴海城兵はかなりの兵数を維持していたと思われ無傷であった。信長との交渉の結果、元信は義元の首級と引き換えに城を明け渡すという条件を呑み、ついに城は信長の手に落ちた。戦後、佐久間信盛・信栄父子が城主をつとめ、天正末期に廃城になったといわれる。現在でも彼の名にちなんだといわれる「作町（さくまち）」という地名が城下に残っている。
城の規模は記録によっては一定しないが、丘陵の西に立つ東西に長い城郭であったようだ。たとえば『鳴海誌』によると「東西75間半、南北34間」とされている。現在城があったとされる場所は、道路を隔てて西側の城跡公園から、天神社のある東の小さな高台あたりといわれる。これらには碑が立っているほか、近辺にある東福院という寺院には、鳴海城の廃材で造られたという門が存在する。それほどはっきりとした遺構は残っていないが、公園の近辺には空堀や土塁状の地形が存在する。

## 遺構・近隣施設
鳴海城跡公園には何もない行き止まりの公園（児童遊具の富士山がある）になっている。鳴海（成海）神社にも遺構は残されていない。城跡公園の向かいの小さな神社（天神社）に城跡碑と説明板。
- 登城口 - 公園東側から続く。
- 天神社 - 城址碑。境内に土塁跡らしき地形が散見される。
- 東福院 - 山門の左に由来など記す案内板。

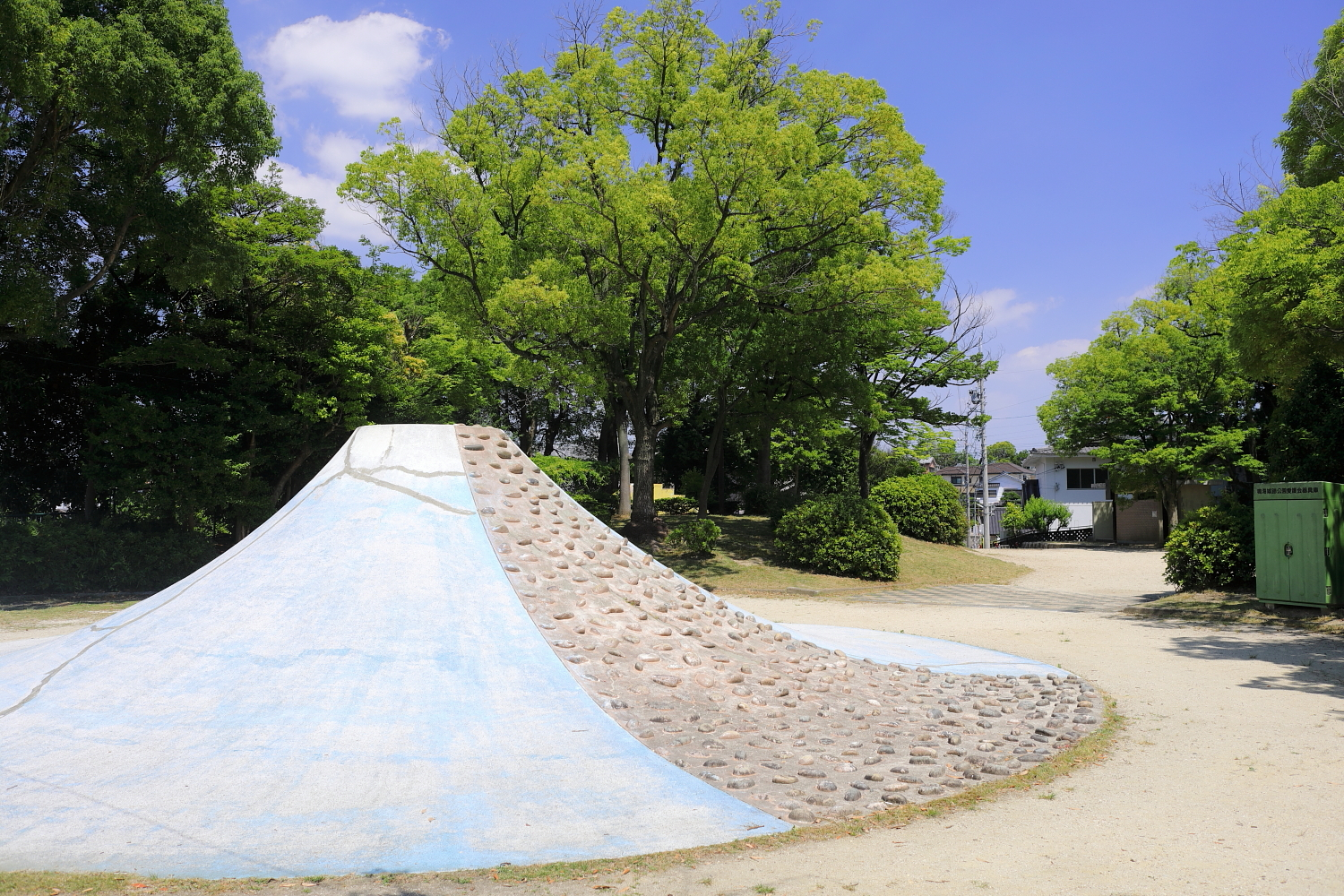
鳴海城跡公園 （2020年（令和2年）6月）
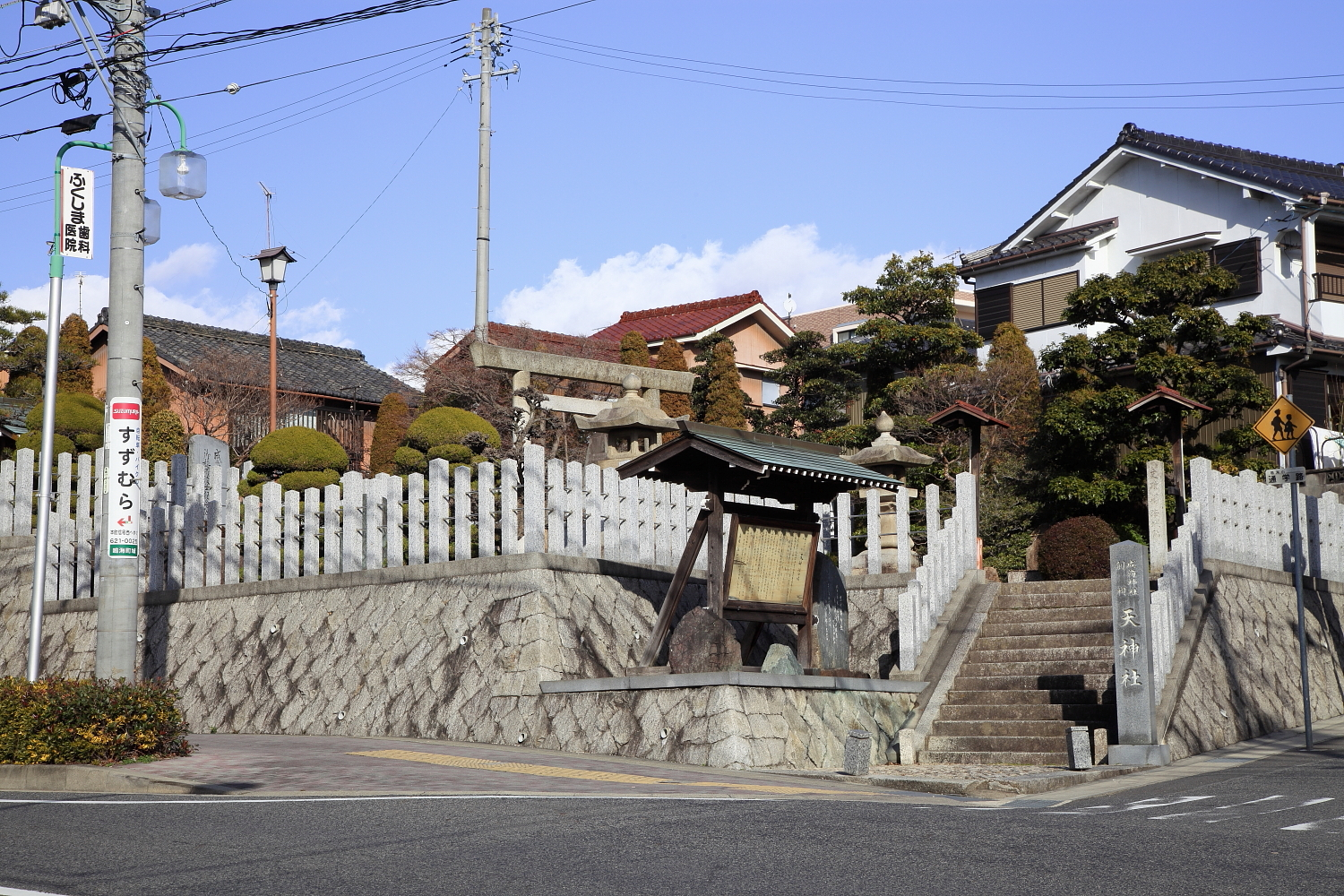
天神社 （2014年（平成26年）2月）
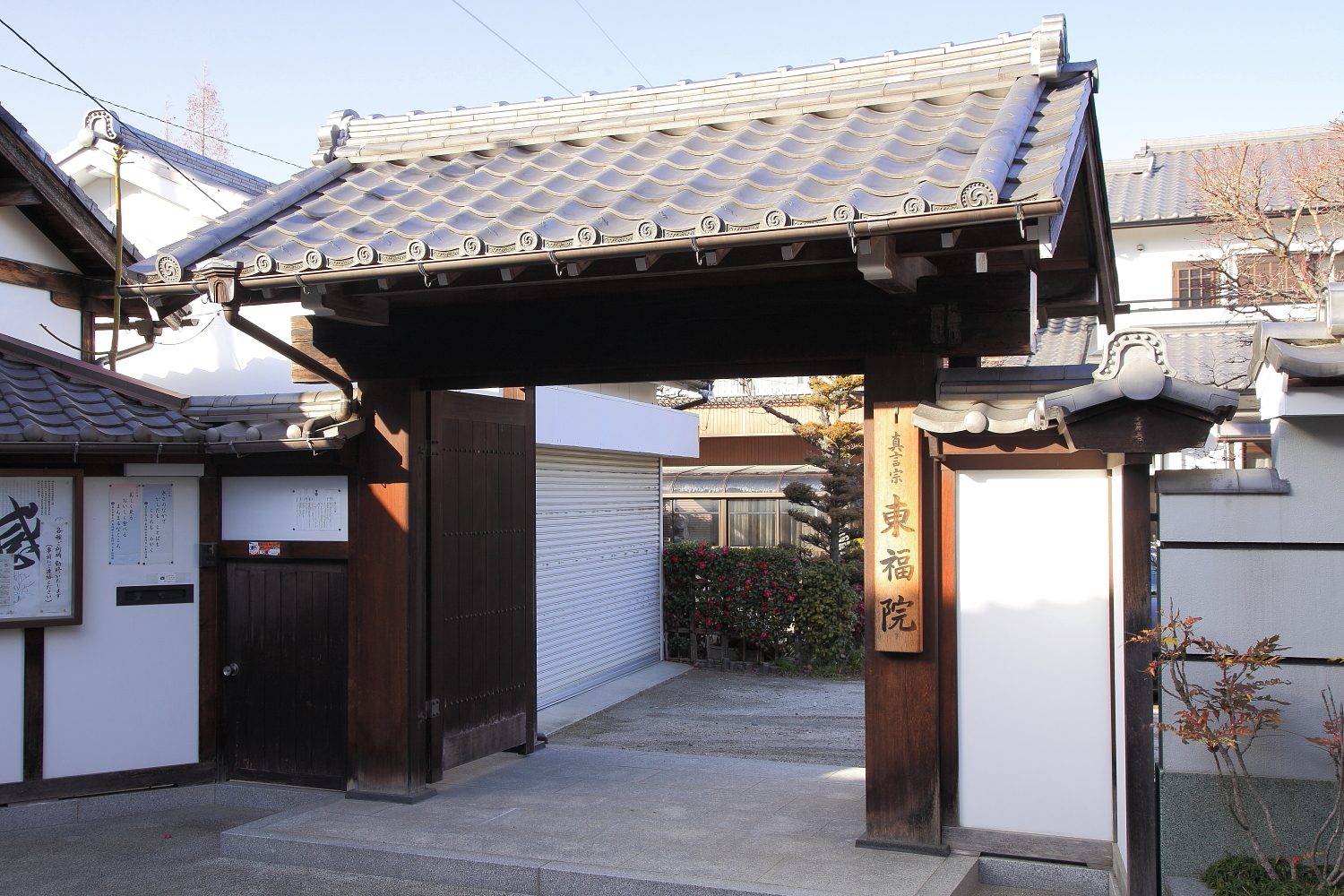
東福院山門 （2014年（平成26年）2月）

## 交通
- 名鉄名古屋本線 鳴海駅より北へ徒歩で約5分。